# Solanum thomasiifolium
Solanum thomasiifolium är en potatisväxtart som beskrevs av Otto Sendtner. Solanum thomasiifolium ingår i släktet skattor som ingår i familjen potatisväxter. Inga underarter finns listade i Catalogue of Life.